# 两个巴比伦

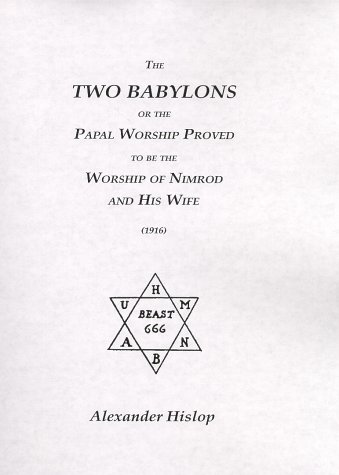
两个巴比伦

《两个巴比伦》（The Two Babylons）是一部據稱揭露了天主教与《启示录》第17章所提及的巴比伦大淫妇之間的相似之處的宗教史學著作。

## 簡述
《兩個巴比倫》最初是由來自於苏格兰的神学家兼长老会會牧亞歷山大·希斯录司牧在1853年所写的一本宗教小册子，他在1858年對其进行了扩充，最后在1919年將其扩展成一本书。其断言天主教就是新的巴比伦，是植根于异教的。

## 影響
《兩個巴比倫》所提出的論點流傳甚廣，包括更正教（尤其是其教內的福音派）、耶證教及雅呼威教在內的許多宗教都在它們有注意到或者沒有注意到的情況下或多或少地接受了《兩個巴比倫》所傳達的信息，導致日後很多關於天主教的陰謀論在世界各地泛濫。

## 抨擊
曾經非常推崇該書的更正教傳教士拉爾夫·伍德羅男士曾在該書的內容的基礎上撰寫了《巴比倫神秘宗教》一書並於1966年出版此書，但在2000年，他發表了一篇文章，解釋了他不再推崇《兩個巴比倫》一事的原因，他聲稱《兩個巴比倫》所提出的論據缺乏根據性，而且其作者經常曲解他所使用的引文的意思，他所添加的引文也常與他所引用的作品的內容不一致，此外，伍德羅抨擊了試圖透過證明某個聲稱其崇信天主的宗教的儀式與異教的習俗相似來妖魔化這個宗教 這種做法，他聲稱兩者之間有相似性一事不意味着它們之間必然有着因果關係，他也聲稱如果使用這一理則，那麼由於《聖經》所提及的很多與惟一真神有關的儀式及意像事實上也與異教的習俗頗為相似，因此此舉會使上主自己成為異教神話中的神祇，而這是極其荒唐的，伍德羅聲稱正確的做法應該是閱讀《聖經》以審視這個宗教的教義，故此伍德羅表示他因受到良心驅使一事而停版了《巴比倫神秘宗教》並以《巴比倫連結》（The Babylon Connection?）一書取代了前者的地位，並且呼籲基督教徒在試圖去除基督教所染上的異教色彩時要十分小心，以免造成混淆。

## 引用書籍
- Beaumont, Ivor Mark. . Oxford Centre for Mission Studies. 1 January 2005  [6 November 2012]. ISBN 978-1-870345-46-0.

- Cross, Frank Moore. . Harvard University Press. 1973. ISBN 0-674-09176-0.
- Day, John. . Journal for the Study of the Old Testament: Supplement Series 265. Sheffield Academic Press. 2002. ISBN 978-0-567-53783-6.
- Fleming, Daniel E. . Cambridge University Press. 2020. ISBN 978-1-108-83507-7.
- Kitz, Anne Marie. . Journal of Biblical Literature. 2019, 138 (1): 39–62. ISSN 0021-9231. doi:10.15699/jbl.1381.2019.508716.
- Lewis, Theodore J. . Oxford University Press. 2020. ISBN 978-0-19-007254-4.
- Miller, Patrick D. . Westminster John Knox Press. 2000. ISBN 978-0-664-22145-4.
- Miller II, Robert D. . Forschungen zur Religion und Literatur des Alten und Neuen Testaments 284. Vandenhoeck & Ruprecht. 2021. ISBN 978-3-647-54086-3.
- Na'aman, Nadav. . Journal of Ancient Near Eastern Religions. 2011, 11: 39–69. doi:10.1163/156921211X579579.
- Pfitzmann, Fabian. . Orientalische Religionen in Der Antike 39. Mohr Siebeck. 2020. ISBN 978-3-16-159122-8 （法语）.
- Puligandla, Ramakrishna, , New Delhi: D. K. Printworld (P) Ltd., 1997
- Shaheen, Jack G.  (PDF). Georgetown University Occasional Papers. Centre For Muslim-Christian Understanding: History and International Affairs, Georgetown University. 1997. （原始内容 (PDF)存档于2012-03-24）.
- Stone, Robert E. II. . Freedman, David Noel; Myers, Allen C.  (编). . Eerdmans. 2000. ISBN 9789053565032.